# Коноваловы
Коноваловы — дворянский род.
Сергей Коновалов в службу вступил в 1778 году и происходя чинами, 31.12.1809 года произведён в Надворные Советники и находясь в сём чине, 28.02.1827 года пожалован на дворянское достоинство дипломом, с коего копия хранится в Герольдии.

## Описание герба
В верхней половине посередине щита в золотом поле изображено чёрное орлиное крыло, а по сторонам его диагонально означены по две полосы красного цвета. В нижней половине в серебряном поле
у подошвы щита находится улей и над ним на зелёной полосе три пчелы.
Щит увенчан дворянскими шлемом и короной. Нашлемник: три страусовых пера. Намёт на щите золотой, подложенный красным. Герб Коновалова внесён в Часть 10 Общего гербовника дворянских родов Всероссийской империи, стр. 152.